# Быстрица (Закарпатская область)
Бы́стрица (укр. Бистриця) — село в Чинадиевской поселковой общине Мукачевского района Закарпатской области Украины.
Население по переписи 2001 года составляло 1086 человек. В 2020 году в селе зарегистрировано 1052 человека. Почтовый индекс — 89645. Телефонный код — 3131. Занимает площадь 0,827 км². Код КОАТУУ — 2122781001.

## История
В 1946 году указом ПВС УССР село Ряподь переименовано в Быстрицу.